# Giulio Mancinelli
Giulio Mancinelli SJ (ur. 13 października 1537 w Maceracie, zm. 14 sierpnia 1618 w Neapolu) – włoski jezuita, mistrz nowicjatu rzymskich jezuitów, rektor kolegiów, misjonarz na Bałkanach (Dalmacja i Bośnia), założyciel misji jezuickiej w Konstantynopolu.

## Podróż do Polski
W 1586 przebywał w Krakowie i przez krótki okres był wychowawcą Andrzeja Gembickiego, sufragana krakowskiego. Związany z historią kultu NMP Królowej Polski. 
Miał objawienie Matki Bożej. Maryja poleciła mu, aby nazwał ją Królową Polski. Wiadomość o tym objawieniu rozpoczęło szerzenie kultu Królowej Polski Wniebowziętej. Treść tych objawień rozprowadzał m.in. kanclerz wielki litewski Albrecht Radziwiłł z Nieświeża, gdzie wspomagał go św. Andrzej Bobola, późniejszy autor tekstu ślubów lwowskich.